# Allianz Chronischer Seltener Erkrankungen
Die gemeinnützige Allianz Chronischer Seltener Erkrankungen (ACHSE) e. V. ist ein Netzwerk von und für Menschen mit (chronischen) Seltenen Erkrankungen und ihren Angehörigen. 120 Patientenorganisationen (Stand 2015) haben sich in ihr zusammengeschlossen.
Seit 2005 hat Eva Luise Köhler, Ehefrau des damaligen Bundespräsidenten Horst Köhler, die Schirmherrschaft von ACHSE inne.
ACHSE ist Mitglied der BAG Selbsthilfe, der LAG Selbsthilfe NRW, des LV Selbsthilfe Berlin sowie im Europäischen Dachverband der Patientenorganisationen für Menschen mit Seltenen Erkrankungen EURORDIS (European Organisation for Rare Diseases).

## Ziele
ACHSE versteht sich als ein Netzwerk, das Hilfe zur Selbsthilfe leistet. Ihre Ziele sind:
- das allgemeine Wissen über selten vorkommende Erkrankungen zu vergrößern;
- die Arbeit bestehender Selbsthilfeorganisationen zu fördern;
- betroffene Menschen und ihre Angehörigen zu beraten und mit Selbsthilfeorganisationen zu vernetzen;
- die Interessen der erkrankten Menschen politisch zu vertreten, z. B. durch Stellungnahmen zu Gesetzesänderungen;
- eine bessere Unterrichtung von Medizinern und Therapeuten über Symptome, Diagnose, Verlauf und Therapie von Seltenen Erkrankungen und den Austausch mit Spezialisten zu fördern;
- die Zusammenarbeit zwischen Ärzten, Wissenschaftlern, Politikern, der Gesundheitsindustrie und der Selbsthilfe auf der Grundlage von Transparenz und Unabhängigkeit voranzubringen;
- die Erforschung von Seltenen Erkrankungen sowie die Entwicklung von Arzneimitteln (so genannten „orphan drugs“) für deren Behandlung und sonstige Therapiemöglichkeiten voranzutreiben.

## Beratung
Die Beratung will Betroffenen bei der Suche nach krankheitsbezogenen Informationen, Vermittlung von Kontakten zu Selbsthilfeorganisationen oder bei der Vorbereitung von Arztbesuchen behilflich sein. Zusätzlich bietet eine an der Charité Berlin angesiedelte ACHSE-Lotsin auch ratsuchenden Medizinern Informationen und Recherchehilfe zu seltenen Erkrankungen an.

## Aktivitäten von ACHSE
- Das Nationale Aktionsbündnis für Menschen mit Seltenen Erkrankungen (NAMSE) wurde 2010 gegründet und vom Bundesministerium für Gesundheit (BMG), dem Bundesministerium für Bildung und Forschung (BMBF) und der ACHSE gemeinsam koordiniert. 25 Spitzen- und Dachverbände des Gesundheitswesens  haben sich dem Bündnis angeschlossen. Seine Aufgabe bestand zunächst darin, auf der Grundlage bereits bestehender Strukturen und europäischen Erfahrungen einen nationalen Aktionsplan für Menschen mit seltenen Erkrankungen zu erarbeiten. Das Bündnis formulierte darin 52 Maßnahmen, die die Versorgung von Patienten mit Seltenen Erkrankungen in Deutschland verbessern sollen. Besonderes Gewicht wurde dabei auf die Handlungsfelder Informationsmanagement, Diagnose, Versorgung, insbesondere Zentren und Netzwerke sowie Forschung gelegt. Der Aktionsplan wurde am 28. August 2013 von Bundesgesundheitsminister Daniel Bahr der Öffentlichkeit vorgestellt. Nun ist es Aufgabe des NAMSE, die Implementierung der Maßnahmen zu begleiten und weiter voranzutreiben.

- Für ihre Mitgliedsorganisationen bietet die ACHSE Veranstaltungen wie Konferenzen, Fachveranstaltungen und auch Seminare bzw. Workshops zur Unterstützung und Qualifizierung der Organisationen und ihrer Patientenvertreter an. Zusätzlich zu den Präsenzveranstaltungen bietet die Selbsthilfe Akademie auch eine Online-Plattform an. Dort stehen den ACHSE Mitgliedern neben Videomitschnitten  alle Präsentationen und Materialien der ACHSE Seminare sowie Zusatzinformationen zur Verfügung.

- Der mit 50.000 Euro dotierte Eva Luise Köhler Forschungspreis wird jährlich von der Eva Luise und Horst Köhler Stiftung  in Kooperation mit ACHSE e. V. vergeben für die Durchführung bzw. Anschubfinanzierung eines Forschungsprojektes im Bereich der Seltenen Erkrankungen, das einen wichtigen Beitrag zur Verbesserung von Diagnostik, Prävention, Therapie, Basisressourcen oder zur Ursachenforschung leistet;  krankheitsübergreifende Erkenntnisse oder starke Patientenorientierung fallen dabei besonders ins Gewicht.

- Am Tag der Seltenen Erkrankungen (Rare Disease Day),  dem letzten Tag im Februar, versammeln sich Menschen auf der ganzen Welt, um gemeinsam auf Anliegen und Probleme der sogenannten „Waisen der Medizin“ aufmerksam zu machen. Die ACHSE-Mitgliedsvereine, die Zentren für Seltene Erkrankungen sowie engagierte Ärzte organisieren Städteaktionen, so finden Fachtagungen, Kulturabende und öffentlichkeitswirksame Infoveranstaltungen statt. ACHSE koordiniert und bewirbt die Aktionen.